# Tourneville-sur-Mer
Tourneville-sur-Mer es una comuna nueva francesa situada en el departamento de Mancha, de la región de Normandía.

## Historia
Fue creada el 1 de enero de 2023, en aplicación de una resolución del prefecto de Mancha de 20 de septiembre de 2022 con la unión de las comunas de Annoville y Lingreville, pasando a estar el ayuntamiento en la antigua comuna de Lingreville.

## Demografía
Según los datos aportados en la resolución del prefecto de Mancha, la comuna se crea con 1702 habitantes.

## Composición
| Comuna delegada | Código INSEE | Población (2021) | Superficie (km²) | Densidad (hab./km²) |
| --------------- | ------------ | ---------------- | ---------------- | ------------------- |
| Annoville       | 50015        | 639              | 8.47             | 75                  |
| Lingreville     | 50272        | 1024             | 9.04             | 113                 |